# Stefania goini
A Stefania goini a kétéltűek (Amphibia) osztályába, a békák (Anura) rendjébe és a Hemiphractidae családba tartozó faj.

## Előfordulása
A faj Venezuela endemikus faja. Természetes élőhelye a szubtrópusi vagy trópusi nedves hegyvidéki erdők és folyók.